# Estigmene ramifera
Estigmene ramifera là một loài bướm đêm thuộc phân họ Arctiinae, họ Erebidae.